# Assassin's Bullet - Il target dell'assassino
Assassin's Bullet - Il target dell'assassino (Assassin's Bullet) è un film del 2012 diretto da Isaac Florentine.

## Trama
L'ex agente dell'FBI, Robert Diggs viene contattato dall'ambasciatore degli Stati Uniti Ashdown per evitare che si scateni una tragedia internazionale: in un mondo corrotto e rischioso deve vedersela con un misterioso vigilante che in Bulgaria uccide in sei mesi uno dopo l'altro i terroristi più ricercati dall'America in Europa. Allo stesso tempo Diggs si imbatte in una donna di nome Vicky, una spogliarellista di cui ben presto si innamora, anche per superare lo choc subito dalla recente perdita della moglie.